# Lamborghini Murciélago
La Lamborghini Murciélago è un'autovettura sportiva prodotta dalla casa automobilistica italiana Lamborghini. È stata progettata da Luc Donckerwolke ed è stata introdotta nel 2002 in sostituzione della Diablo. Nel 2010 viene prodotta l'ultima Lamborghini Murciélago, la numero 4.099 per essere sostituita dalla Aventador. Si tratta dell’ultima vettura che monta il motore Bizzarrini V12.

## Nome
Il nome della nuova vettura (che in spagnolo significa pipistrello), è stato ripreso da quello di un toro dall'allevamento di Joaquín del Val de Navarra, che durante una corrida del 5 ottobre 1879 nell'arena di Córdoba resistette a 24 picche e nella fase successiva, scontrandosi col torero Rafael Molino, combatté con tanta passione e intensità che il matador decise di concedergli l'indulto (ovvero la grazia), onore assai raro a quei tempi. Sembra anche che questo toro venne regalato a don Antonio Miura, un famoso allevatore, che con esso fondò un'importante linea di sangue di tori da combattimento.

## Storia
Inizialmente l'unica versione disponibile della vettura era la coupé due posti. Nel 2004 venne presentata la coupé, e nel 2005 la versione roadster. Questa versione scoperta si differenzia dalla versione coupé per l'estetica della parte posteriore e per il prezzo di vendita più alto. Le prestazioni sono invece molto simili.

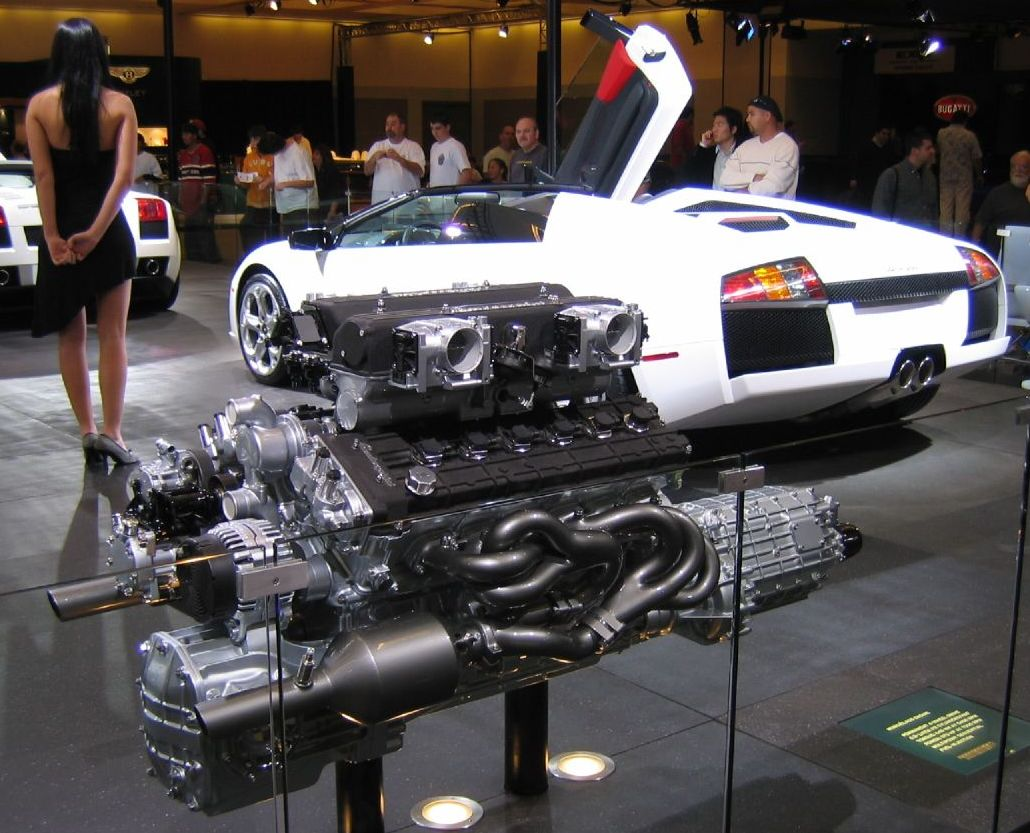
Dettaglio del motore V12 e parte posteriore di una Lamborghini Murciélago Roadster al salone di Los Angeles 2006

Il motore che equipaggia la vettura è il V12 da 6 192 cm³ di cilindrata da 580 CV (410 kW) e 650 Nm di coppia massima. La trazione è integrale permanente con giunto viscoso centrale, un sistema denominato viscous traction che condivide con la più piccola Gallardo. Sulla vettura sono presenti diversi sistemi quali uno spoiler posteriore orientabile fino a 70°, degli specchietti retrovisori che con l'aumentare della velocità si ripiegano per ridurre la resistenza aerodinamica e delle prese d'aria laterali che, sempre in modo automatico, si aprono in maniera da garantire, in base alle necessità del momento, il corretto afflusso dell'aria per il raffreddamento del motore.
Per la prima versione è stata dichiarata una velocità massima di oltre 330 km/h e una accelerazione da 0 a 100 km/h di 3,8 secondi. Nel 2003 fu la Murciélago a commemorare i 40 anni della casa del toro, con una serie speciale numerata di 50 esemplari, dipinta in un blu-azzurro metallizzato molto brillante, con interni in pelle nera e bianca. Nel 2008 per commemorare i 45 anni della casa venne prodotta una serie limitata di esemplari, che differivano in alcuni particolari dalle versioni normali e sono riconoscibili dalla targhetta commemorativa interna ed era disponibile nei colori da catalogo.

## Murciélago LP 640

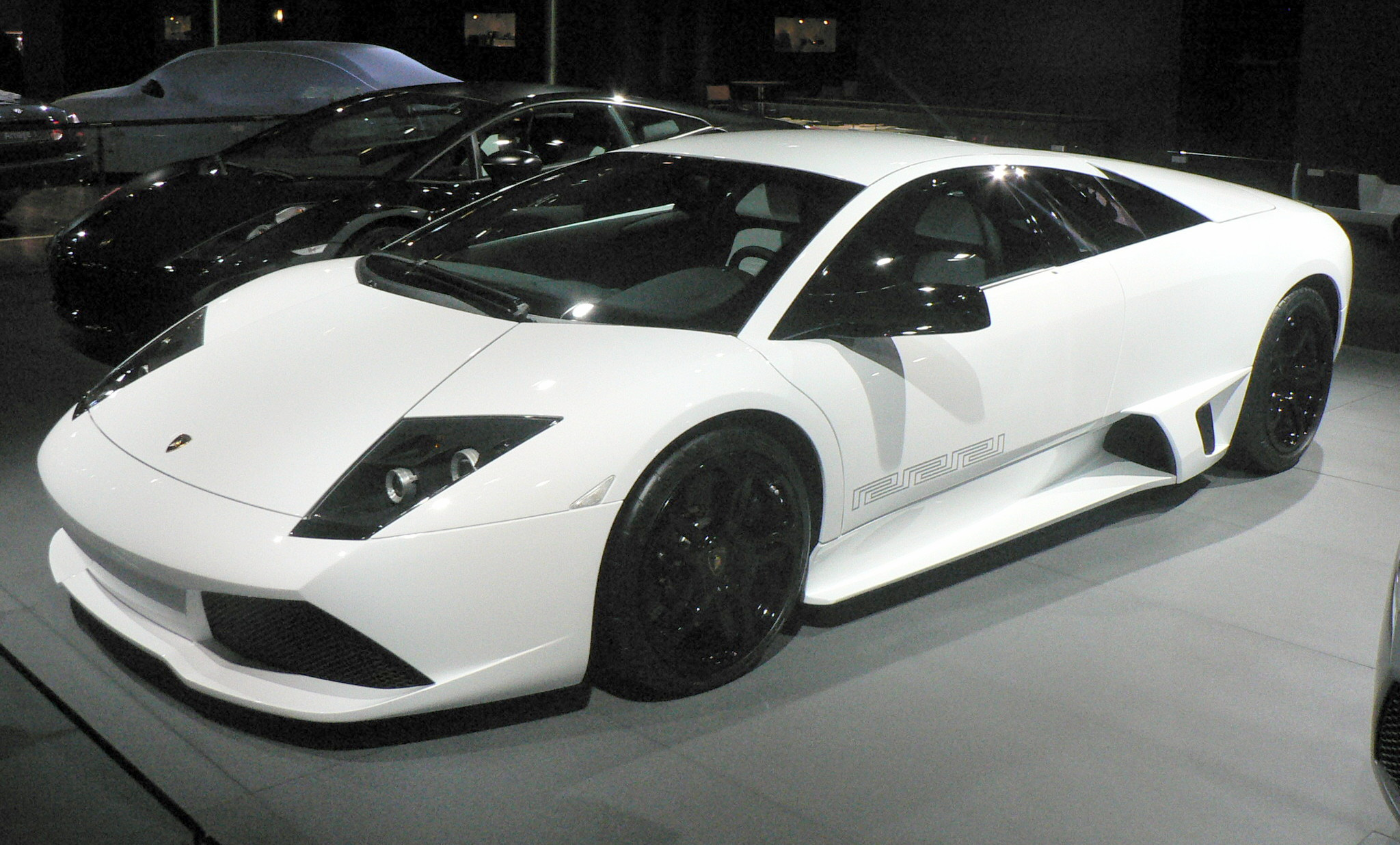
Murcielago LP640 Versace del 2006

Questa nuova versione della sportiva bolognese, dove "LP" sta per "longitudinale posteriore" che altro non è che la disposizione del motore nel corpo vettura, è stata presentata per la prima volta al Salone dell'automobile di Ginevra nel marzo del 2006: presenta una serie di modifiche a livello estetico e soprattutto per quanto riguarda il motore, che ha subito un aumento di potenza e di cilindrata.
Durante il salone dell'automobile di Parigi 2006 è stata presentata la versione Versace, in un esemplare completamente bianco, con interni maggiormente rifiniti. Nello stesso anno, a Los Angeles, la casa di Sant'Agata ha inoltre annunciato l'inizio produzione della versione roadster.
La parte più importante è sotto al cofano; il motore ha ricevuto un ulteriore incremento di potenza rispetto alla versione precedente. Il motore è un V12 6 496 cm³ da 640 CV e 660 Nm di coppia massima, in soli 3,3 secondi si toccano i 100 km/h con partenza da fermo e l'auto spinge fino a 340 km/h. A richiesta c'è il cambio sequenziale al volante robotizzato senza pedale della frizione. La trazione è integrale permanente con giunto viscoso centrale, un sistema denominato viscous traction che questa vettura condivide con la più piccola Gallardo LP560-4. Il motore posteriore è protetto dalle tipiche feritoie, o in alternativa da un cofano in vetro con motore a vista, con le teste anodizzate in oro.

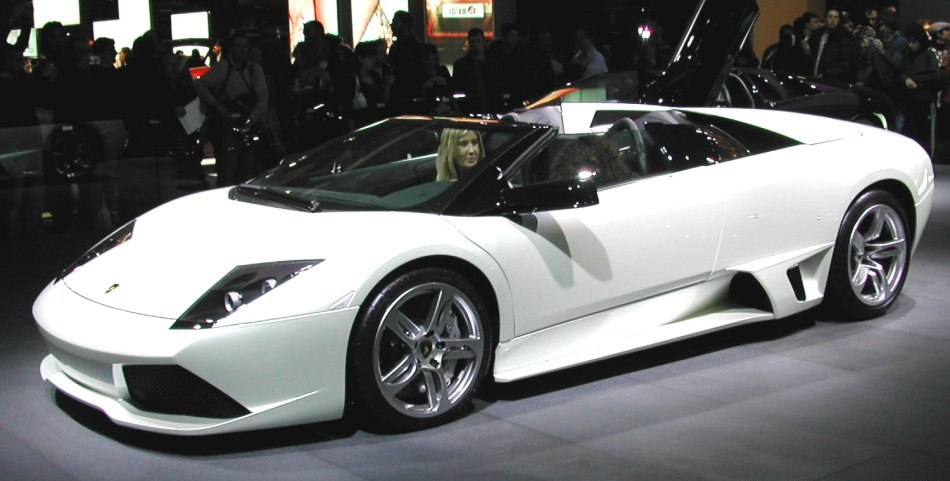
La Murciélago LP640 Roadster al Motor Show di Bologna nel 2006

Il restyling ha interessato anche i paraurti anteriori e posteriori, i gruppi ottici, le prese d'aria laterali e lo scarico. Esteriormente la Murcièlago LP 640 presenta un singolo grosso scarico in luogo dei precedenti doppi terminali, ma in verità gli scarichi sono due e sono notevolmente più piccoli, immessi più a fondo a circa 30 cm di profondità.

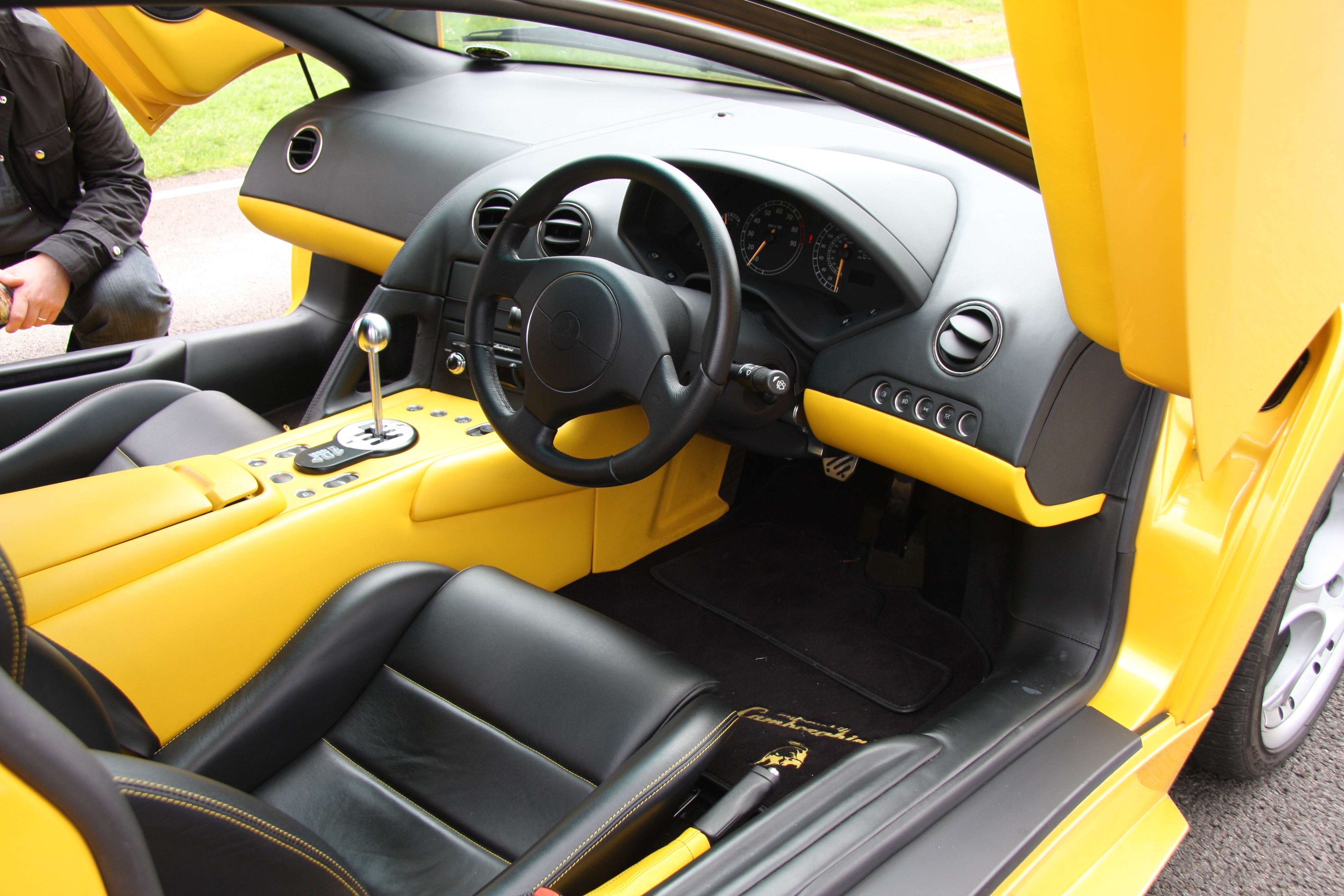
Interni di una Murciélago

L'auto mostra una linea più aggressiva, anche grazie alle porte ad azionamento verticale. È una vettura nata per correre, ma non trascura il comfort, abbastanza elevato per il tipo di vettura. I cerchi sono da 18", con pinze colorate e dischi carboceramici. Il consumo dichiarato è di 4,6 chilometri con un litro nel percorso misto con un serbatoio dalla capienza di 100 litri di carburante, che sopperisce in parte alla sete del propulsore.

## Murciélago LP 650-4 Roadster

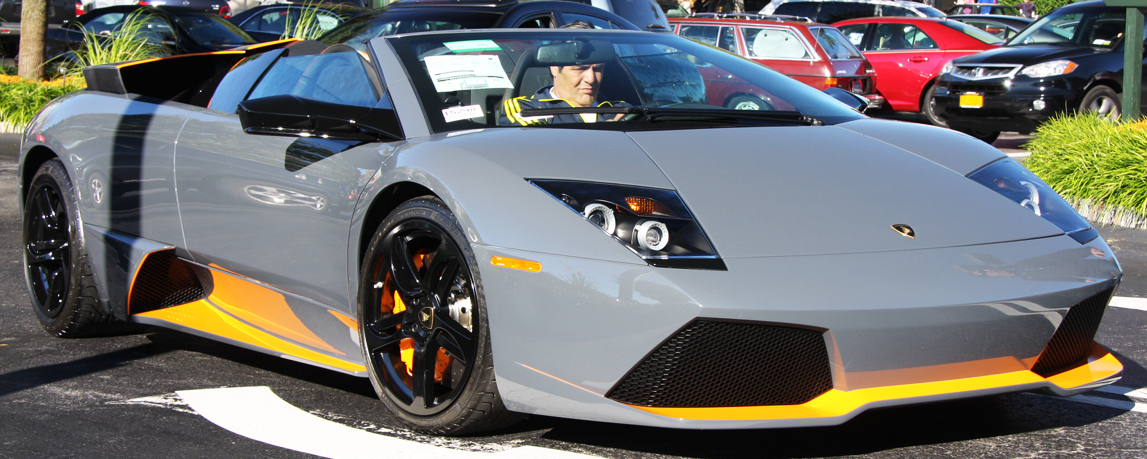
Murciélago LP650-4 Roadster

Nel marzo 2009 viene presentata la versione più sportiva della gamma Murciélago Roadster: si tratta della LP 650-4 che viene equipaggiata con il classico V12 6 496 cm³ potenziato a 650 CV con 660 Nm di coppia massima e dotata della trazione integrale permanente. Le prestazioni dichiarate dalla casa sono di 330 km/h nella velocità massima e l'accelerazione da 0 a 100 km/h viene coperta in 3,4 secondi. Esteticamente la LP 650-4 si riconosce per il cofano motore trasparente, carrozzeria verniciata in Grigio Telesto con tonalità arancioni e rivestimenti interni in Alcantara, la plancia e i sedili sono in pelle Nero Perseu. Questa versione è stata prodotta in soli 50 esemplari e ha affiancato la LP 640-4 Roadster senza andarla a sostituire.

## Murciélago LP 670-4 SV

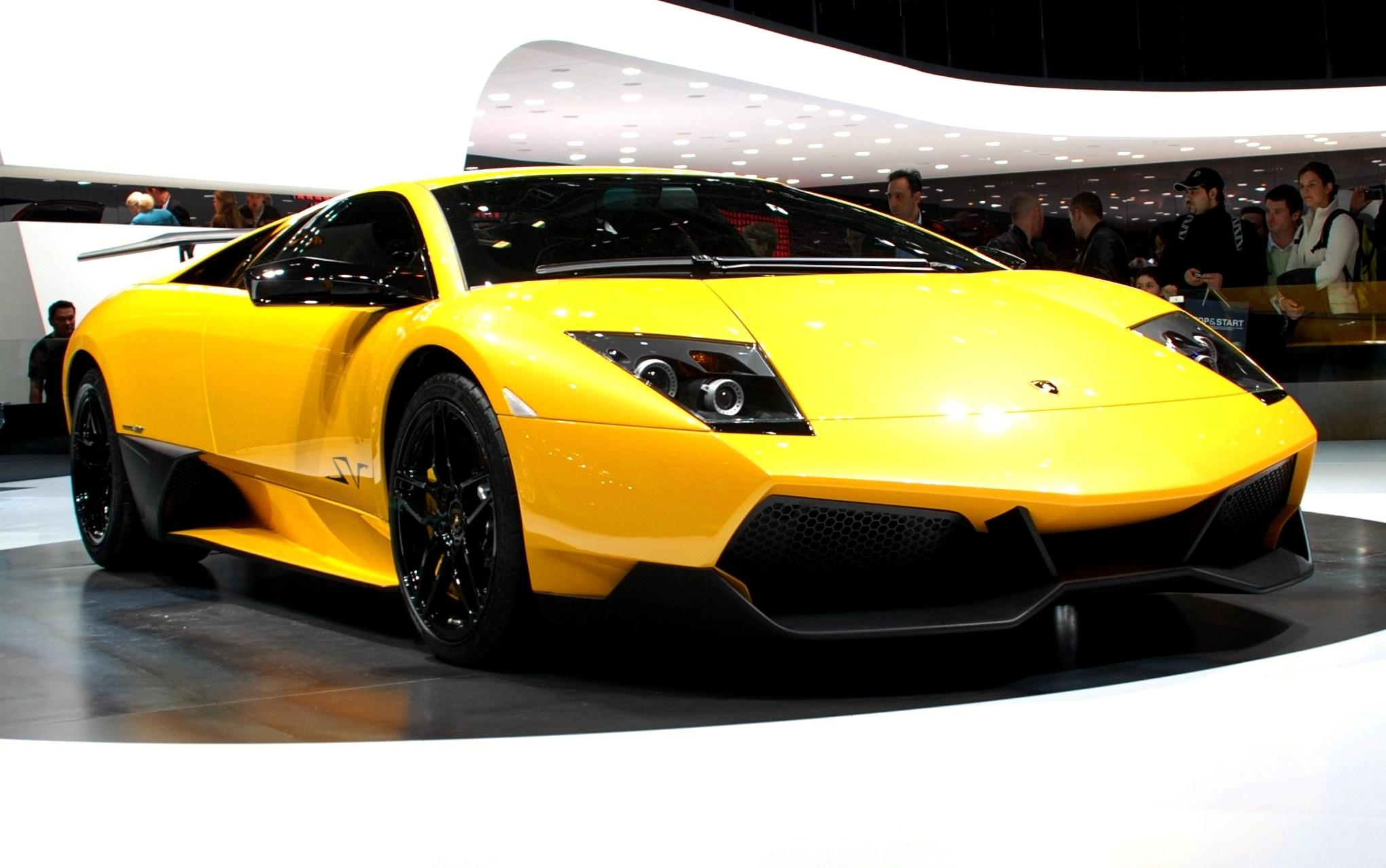
La Lamborghini Murciélago LP670-4 SV del 2009

Il 2009 ha visto l'esordio ufficiale di una nuova versione della Murciélago, che prende il nome di Murciélago LP 670-4 SV. I dati tecnici più importanti sono la riduzione del peso, mediante il largo uso di fibra di carbonio, alcantara e altri materiali leggeri, arrivando a togliere 100 kg con una massa di 1 565 kg contro i 1 665 kg della LP 640-4 da cui deriva.
Il motore V12 ora eroga 670 CV e 660 Nm di coppia massima (da cui la rettifica nel nome della vettura 670), ma la trazione resta integrale (da cui il "4" nel nome) e la rimanente sigla "SV" è l'acronimo di Super Veloce. L'azione combinata di potenziamento del propulsore e alleggerimento del veicolo le permette di raggiungere da ferma i 100 km/h in 3,2 secondi, ed è disponibile come optional un alettone che a seconda delle regolazioni può portare l'auto alla velocità massima di 342 km/h.
Nel febbraio del 2010 la Lamborghini annuncia che sono state prodotte presso lo stabilimento di Sant'Agata Bolognese 4 000 Murcielago.

## Caratteristiche tecniche
| Modello                     | Disponibilità        | Motore                   | Cilindrata cm³ | Potenza max     | Coppia max              | Velocità max (km/h) | 0–100 km/h (secondi) | Consumo medio (km/L) |
| Murcielago Coupé            | dall'esordio al 2006 | 12 cilindri a V, Benzina | 6.192          | 426 kW (580 CV) | 650 N·m @5.400 giri/min | 330                 | 3,8                  | 4,6                  |
| Murcielago Roadster         | dall'esordio al 2006 | 12 cilindri a V, Benzina | 6.192          | 426 kW (580 CV) | 650 N·m @5.400 giri/min | 320                 | 3,8                  | 4,6                  |
| Murcielago LP640 Coupé      | dal 2006             | 12 cilindri a V, Benzina | 6.496          | 471 kW (640 CV) | 660 N·m @6.000 giri/min | 340                 | 3,4                  | 4,7                  |
| Murcielago LP640 Roadster   | dal 2006             | 12 cilindri a V, Benzina | 6.496          | 471 kW (640 CV) | 660 N·m @6.000 giri/min | 330                 | 3,8                  | 4,7                  |
| Murcielago LP650-4 Roadster | dal 2009             | 12 cilindri a V, Benzina | 6.496          | 478 kW (650 CV) | 660 N·m @6.000 giri/min | 330                 | 3,4                  | 4,7                  |
| Murcielago LP670-4 SV Coupé | dal 2009             | 12 cilindri a V, Benzina | 6.496          | 493 kW (670 CV) | 660 N·m @6.000 giri/min | 342                 | 3,2                  | 4,8                  |

## Attività sportiva

### Murciélago R-GT

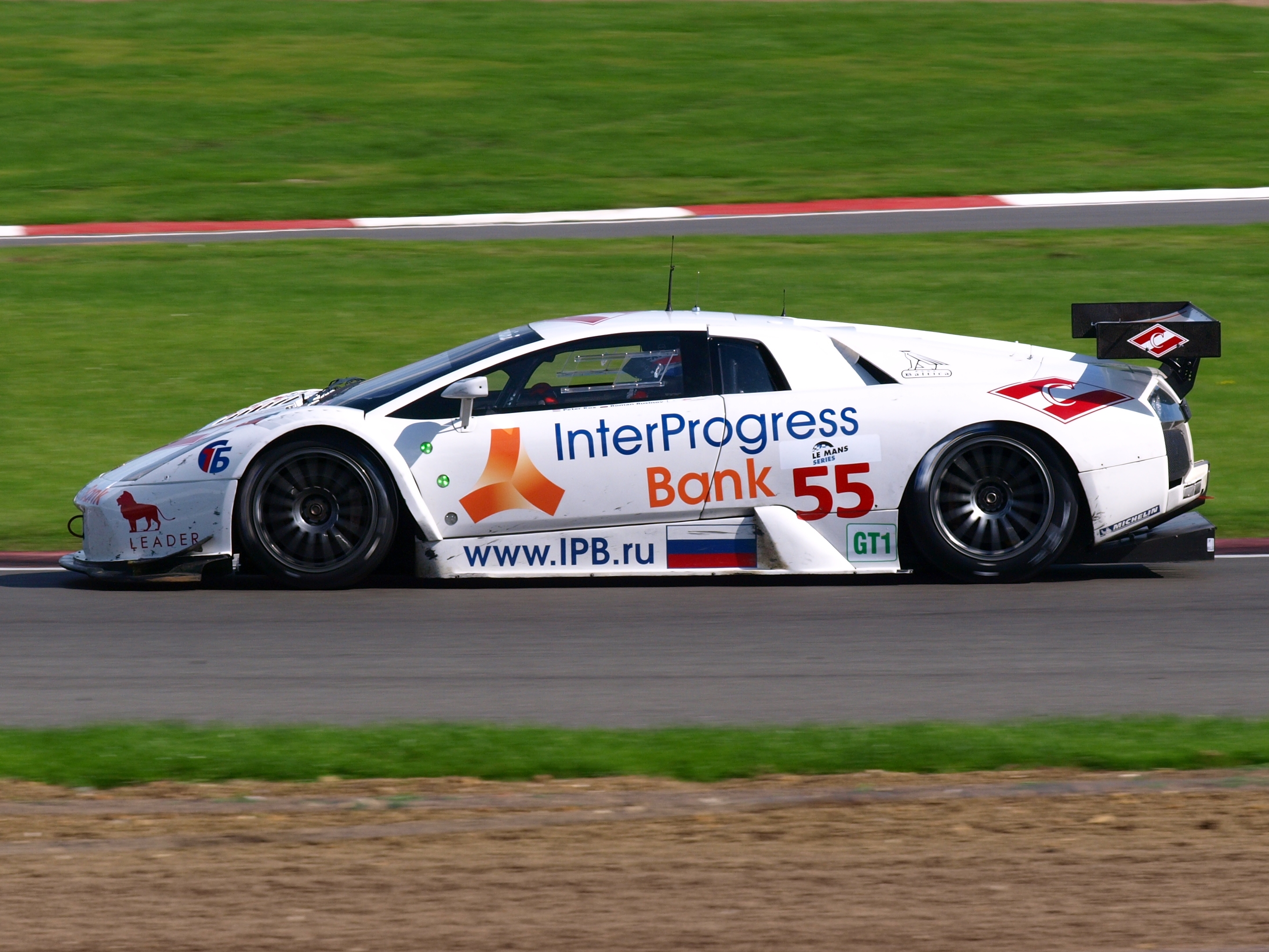
Murciélago R-GT guidata da Peter Kox alla 1000 km di Silverstone del 2008

La Murciélago R-GT è la versione da competizione, presentata nel 2003 e progettata dalla Reiter Engineering in Germania, in collaborazione con il reparto sportivo dell'Audi.
La vettura è stata costruita seguendo le specifiche SRO/ACO, in modo da poter competere, in classe GT1, nei campionati FIAGT, Le Mans Series e American Le Mans Series.
La trasmissione è stata convertita da quella integrale della Murciélago di serie a quella solo posteriore, in base appunto ai regolamenti FIA. Il cambio della macchina è sequenziale. Il peso totale è di 1 100 kg.
Il motore è un 6.0 litri V12 da 650 cavalli. L'accelerazione da 0 a 100 km/h avviene in 3,1 secondi e la velocità massima è di 358 km/h.
Nel 2006 è stata presentata una nuova versione, denominata Le Mans Edition, con diverse migliorie.
Ha ottenuto la sua prima vittoria a livello internazionale nel Campionato FIA GT del 2007, in occasione della gara di Zhuhai.
Nel 2009 l'auto ha vinto la 1000 km di Barcellona (1° appuntamento del campionato Le Mans Series); la vettura ha poi vinto il campionato Asian Le Mans Series grazie al team giapponese JLOC.

### Lamborghini Murciélago R-SV

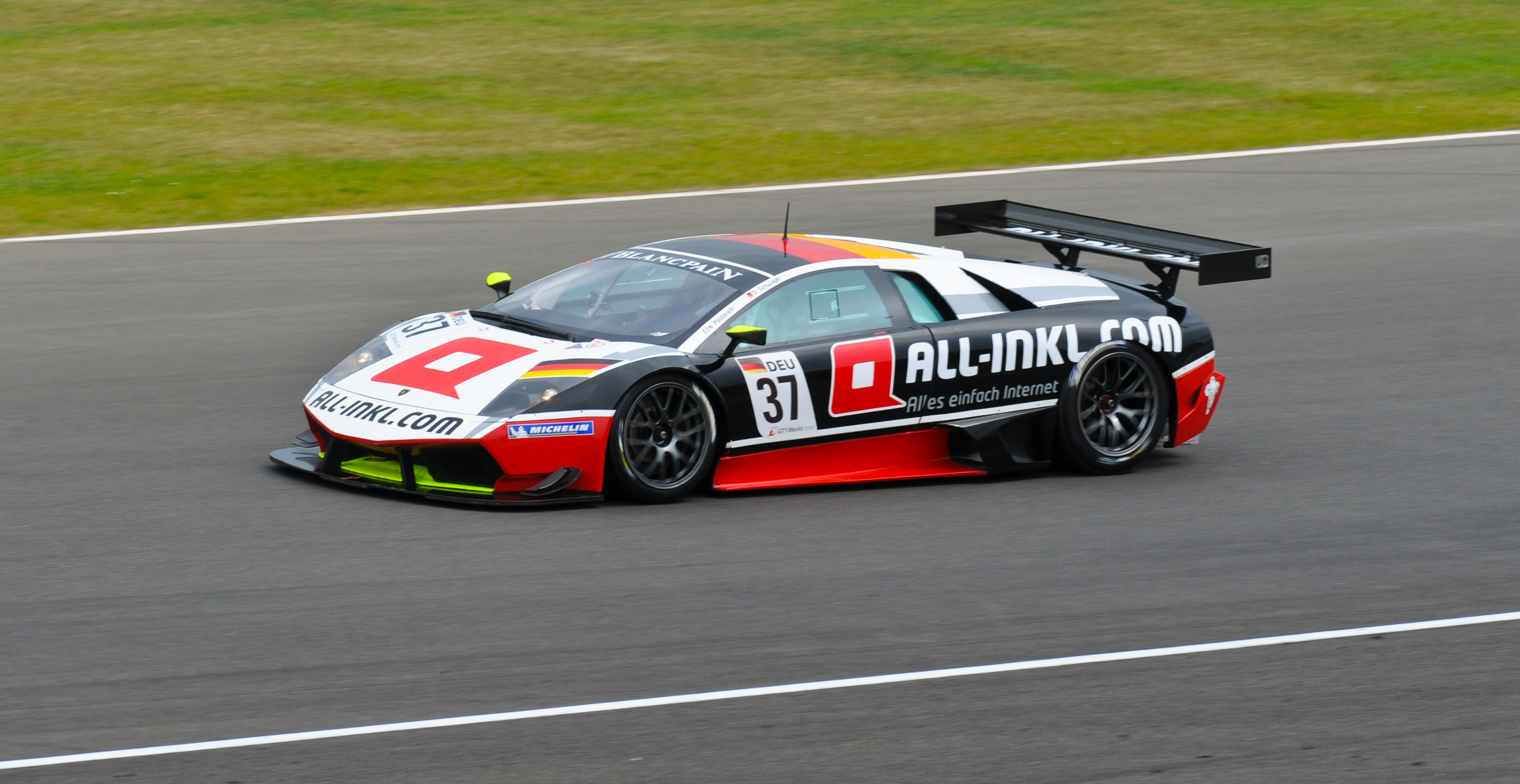
Lamborghini Murciélago LP670 R-SV a Silverstone nel FIA GT1 2011

Nel 2010 la vettura viene sostituita dalla Lamborghini Murciélago R-SV, progettata dalla Reiter Engineering in base ai nuovi regolamenti GT1 entrati in vigore per il World FIA GT1 Championship, a cui la Lamborghini prende parte con 4 auto.

## La Murciélago eBatman
La vettura, in versione roadster, appare nel film Il cavaliere oscuro come vettura personale di Bruce Wayne (in spagnolo murciélago significa pipistrello, ed è forse basandosi su questa associazione che la vettura fu inserita nel film).